# Helmuth Speer
Helmuth Speer (* 23. März 1921 in Seidenberg; † 17. Juni 1992 in Chemnitz) war ein deutscher Funktionär der DDR-Blockpartei LDPD. Er war Vorsitzender des Bezirksvorstandes Dresden, Sekretär des Zentralvorstandes und Vorsitzender der Zentralen Revisionskommission der LDPD sowie Abgeordneter der Länderkammer der DDR.

## Leben
Speer besuchte die Volks- und Mittelschule. Er absolvierte eine Lehre als Textilkaufmann und arbeitete im Beruf. Zum 1. September 1939 trat er der NSDAP bei. Während des Zweiten Weltkrieges leistete er Kriegsdienst in der Wehrmacht und geriet in Kriegsgefangenschaft.
Nach der Entlassung in die Sowjetische Besatzungszone trat er 1947 in die LDP ein. Er wurde 1948 Fachprüfer für Bilanzbuchhaltung. Ein späteres Studium der Wirtschaftswissenschaften schloss er als Diplom-Wirtschaftler ab. Speer wurde 1952  Stadtrat für Arbeit und Sozialwesen in Riesa, war dann stellvertretender Vorsitzender des LDPD-Kreisvorstandes Görlitz und bis 1955 stellvertretender Oberbürgermeister der Stadt Dresden. Von 1956 bis 1958 fungierte er als Sekretär des LDPD-Zentralvorstandes für „Westarbeit“. 1958 war er kurzzeitig Mitglied der Länderkammer der DDR. 1958/59 wirkte er als Vorsitzender des Bezirksvorstandes Dresden und war Mitglied des Politischen Ausschusses des Zentralvorstandes der LDPD. Gleichzeitig übte er die Funktion eines stellvertretenden Vorsitzenden des Rates des Bezirkes Dresden aus. Von 1963 bis 1967 war er Vorsitzender der Zentralen Revisionskommission der LDPD (Nachfolger von Horst Prescher). Anschließend war er stellvertretender Vorsitzender, später Mitglied des Sekretariats des LDPD-Bezirksvorstandes Karl-Marx-Stadt. Nach seiner hauptamtlichen Parteiarbeit war er Direktor des VEB Ingenieurbüro für Rationalisierung bzw. stellvertretender Fachdirektor und Leiter des Wissenschaftlich-Technischen-Zentrums des VEB Dienstleistungskombinat Karl-Marx-Stadt.